# 2020 na música
A seguir estão listados eventos notáveis e lançamentos ocorridos em 2020 na música.

## Eventos
- Maioria dos grandes eventos musicais como festivais foram cancelados em 2020 devido a pandemia de Covid-19

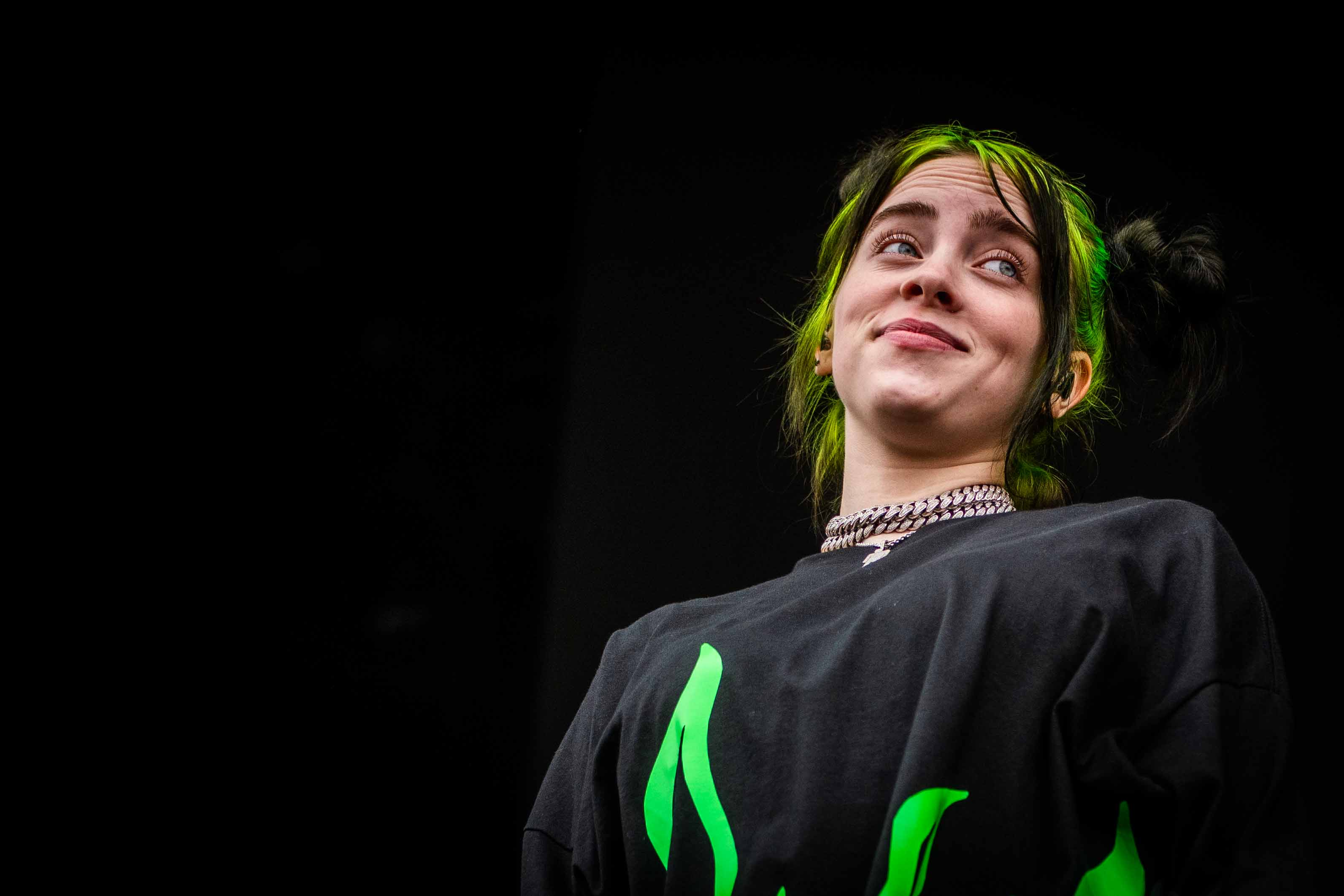
Billie Eilish se tornou a primeira mulher e a pessoa mais jovem a vencer as quatro principais categorias do Grammy Awards na mesma edição, aos 18 anos.

## Premiações
| Grammy Awards de 2020 (Estados Unidos) |
| --- |
| Gravação do Ano: "Bad Guy" de Billie Eilish • Álbum do Ano: "When We All Fall Asleep, Where Do We Go?" de Billie Eilish • Canção do Ano: "Bad Guy" de Billie Eilish • Artista Revelação: Billie Eilish |
| Billboard Music Awards de 2020 (Estados Unidos) |
| Melhor Artista: Post Malone • Artista Revelação: Billie Eilish • Melhor Cantor: Post Malone • Melhor Cantora: Billie Eilish • Melhor Dupla/Grupo: Jonas Brothers • Melhor Artista da Billboard 200: "When We All Fall Asleep, Where Do We Go?" • Melhor Canção da Hot 100: "Old Town Road" de Lil Nas X com Billy Ray Cyrus |
| Brit Awards de 2020 (Reino Unido) |
| Álbum do Ano: Psychodrama de Dave • Canção do Ano: "Someone You Loved" de Lewis Capaldi • Artista Revelação do Ano: Lewis Capaldi • Cantor do Ano: Stormzy • Cantora do Ano: Mabel |
| Prêmio Multishow de Música Brasileira 2020 (Brasil) |
| Melhor Cantora: Ivete Sangalo • Melhor Cantor: Gusttavo Lima • Melhor Grupo: Lagum • Melhor Dupla: Jorge & Mateus • Música do Ano: "Verdinha" de Ludmilla • Canção do Ano: "Braile" de Rico Dalasam com Dinho • Álbum do Ano: AmarElo de Emicida • Artista Revelação: Jup do Bairro                                         |
| American Music Awards de 2020 (Estados Unidos) |
| Artista do Ano: Taylor Swift • Artista Revelação do Ano: Doja Cat • Colaboração do Ano: "10,000 Hours" de Dan + Shay e Justin Bieber |
| MTV Europe Music Awards de 2020 (Europa) |
| Melhor Canção: "Dynamite" de BTS • Melhor Vídeo: "Popstar" de DJ Khaled com Drake • Melhor Artista: Lady Gaga • Artista Revelação: Doja Cat |
| Festival Eurovisão da Canção 2020 (Europa) |
| Evento cancelado devido a pandemia de Covid-19 |
| MTV Video Music Awards de 2020 (Estados Unidos) |
| Vídeo do Ano: "Blinding Lights" de The Weeknd • Artista Revelação Push: Doja Cat • Artista do Ano: Lady Gaga • Canção do Ano: "Rain on Me" de Lady Gaga com Ariana Grande • Melhor Grupo: BTS |
| Polar Music Prize (Suécia) |
| Recebedores: Anna Netrebko • Diane Warren |
| Mercury Prize (Reino Unido) |
| Kiwanuka de Michael Kiwanuka |
| Rock and Roll Hall of Fame (Estados Unidos) |
| Incluidos: The Doobie Brothers • Whitney Houston • Depeche Mode • T. Rex • The Notorious B.I.G. • Nine Inch Nails |

## Mortes

### Janeiro
- 7 de janeiro – Neil Peart, 67, músico e baterista canadense ex-integrante da banda Rush. (n. 1952)
- 10 de janeiro – Wolfgang Dauner, 84, pianista, tecladista e compositor alemão. (n. 1935)
- 15 de janeiro – Bruno Nettl, 89, professor de música e etnomusicólogo tcheco. (n. 1930)
- 16 de janeiro
  - Luiz Vieira, 91, cantor, compositor e radialista brasileiro. (n. 1928)
  - Barry Tuckwell, 88, músico australiano. (n. 1931)
- 18 de janeiro – Cláudio Roditi, 73, trompetista brasileiro. (n. 1946)
- 19 de janeiro – Jimmy Heath, 93, saxofonista, compositor e arranjador norte-americano. (n. 1926)
- 21 de janeiro – Meritxell Negre, 48, cantora e compositora espanhola. (n. 1971)
- 24 de janeiro – Sean Reinert, 48, compositor e baterista norte-americano. (n. 1971)
- 26 de janeiro – Tunai, 69, cantor e compositor brasileiro. (n. 1950)

### Fevereiro
- 1 de fevereiro – Andy Gill, 64, guitarrista e fundador da banda Gang of Four. (n. 1956)
- 2 de fevereiro – Ivan Kral, 71, compositor, músico e cineasta tcheco. (n 1948)
- 4 de fevereiro – Ljiljana Petrović, 81, cantora sérvia. (n. 1939)
- 5 de fevereiro – Buddy Cage, 73. guitarrista canadense e ex-integrante da banda New Riders of the Purple Sage. (n. 1946)
- 6 de fevereiro – Nello Santi, 88, maestro italiano. (n. 1931)
- 8 de fevereiro – Roberto Conrad, 84, ator e cantor norte-americano. (n. 1935)
- 9 de fevereiro – Mirella Freni,84, soprano italiana. (n. 1935)
- 17 de fevereiro – Kizito Mihigo, 38, cantor, organista e compositor ruandês. (n. 1981)
- 19 de fevereiro – Pop Smoke, 20, rapper, cantor e compositor norte-americano. (n. 1999)
- 21 de fevereiro – Claudia Telles, 62, cantora e compositora brasileira. (n. 1957)
- 24 de fevereiro – Jahn Teigen, 70, cantor norueguês. (n. 1949)

### Março
- 6 de março – McCoy Tyner, 81, pianista e compositor norte-americano. (n. 1938)
- 14 de março – Genesis P-Orridge, 70, artista visual, poeta, musicista e compositora inglesa. (n. 1950)
- 16 de março – Pedro Barroso, 69, cantor e músico português. (n. 1950)
- 19 de março – Aurlus Mabélé, 66, cantor e compositor congolês. (n. 1953)
- 20 de março – Kenny Rogers, 81, cantor norte-americano, ex-integrante da banda Kenny Rogers and The First Edition. (n. 1938)
- 21 de março – Airton Pimentel, 81, cantor e compositor brasileiro. (n. 1938)
- 22 de março – Eric Weissberg, 80, cantor e multi-instrumentista norte-americano. (n. 1939)
- 24 de março – Manu Dibango, 86, músico e compositor camaronense. (n. 1933)
- 29 de março
  - Joe Diffie, 61 cantor e compositor norte-americano. (n. 1958)
  - Alan Merril, 69, cantor, guitarrista e compositor norte-americano, ex-integrante da banda Arrows. (n. 1951)
  - Krzysztof Penderecki, 86, compositor e maestro polonês. (n. 1933)
- 30 de março
  - Riachão,98, sambista brasileiro. (n. 1921)
  - Bill Withers, 81, cantor e compositor norte-americano. (n. 1938)

### Abril
- 1 de abril
  - Ellis Marsalis Jr., 85, pianista e educador de jazz norte-americano. (n. 1934)
  - Bucky Pizzarelli, 94, guitarrista norte-americano. (n. 1926)
  - Adam Schlesinger, 52, cantor, compositor, produtor musical e guitarrista norte-americano. (n. 1967)
- 4 de abril – Luis Eduardo Aute, 76, cantor e compositor espanhol. (n. 1943)
- 7 de abril – Hal Willner, 64, produtor musical norte-americano. (n. 1956)
- 9 de abril – Dmitri Smirnov, 71, compositor russo. (n. 1948)
- 12 de abril – Tantinho da Mangueira, cantor, compositor e sambista brasileiro. (n. 1946)
- 13 de abril – Moraes Moreira, 72, músico brasileiro, ex-integrante do grupo Novos Baianos. (n. 1947)
- 14 de abril – Akin Euba, 84, compositor, musicólogo e pianista nigeriano. (n. 1935)
- 15 de abril – Lee Konitz, 92, compositor e saxofonista norte-americano. (n. 1927)
- 16 de abril – Christophe, 74, cantor e compositor francês. (n. 1945)
- 20 de abril – João Mulato, 69, cantor, compositor e violeiro brasileiro. (n. 1950)
- 21 de abril
  - Derek Jones, 35, músico norte-americano, ex-integrante das bandas Falling in Reverse e A Smile from the Trenches. (n. 1984)
  - Jacques Pellen, 63, guitarrista francês. (n. 1957)
  - Florian Schneider, 72, músico e ex-integrante do grupo Kraftwerk. (n. 1947)
- 30 de abril
  - Tony Allen, 79, baterista e compositor nigeriano. (n. 1940)
  - Óscar Chávez, 85, cantor e compositor mexicano. (n. 1935)
  - Sam Lloyd, 56, cantor a cappella e músico norte-americano. (n. 1963)

### Maio
- 2 de maio – Hamid Chariet, 70, cantor argelino. (n. 1949)
- 4 de maio
  - Dragan Vučić, 65, cantor e compositor macedônio. (n. 1955)
  - Aldir Blanc, 73, letrista, compositor e cronista brasileiro. (n. 1946)
- 5 de maio
  - Ciro Pessoa, 62, cantor, compositor, poera e guitarrista brasileiro. (n. 1957)
  - Millie Small, 72, cantora jamaicana. (n. 1947)
- 7 de maio – Ty, 47, rapper britânico. (n. 1972)
- 9 de maio
  - Little Richard, 87, cantor, compositor e pianista norte-americano. (n. 1932)
  - Carlos José, 85, cantor e seresteiro brasileiro. (n. 1934),
- 10 de maio
  - David Corrêa, 82, cantor, compositor e intérprete de samba-enredo brasileiro. (n. 1937)
  - Betty Wright, 66, cantora e compositora norte-americana. (n. 1953)
- 17 de maio – Lucky Peterson, 55, músico e multi-instrumentista norte-americano. (n. 1964)
- 18 de maio – João Lopes, 69, cantor e compositor brasileiro. (n. 1950)
- 22 de maio – Mory Kanté, 70, cantor e tocador de corá guineense. (n. 1950)
- 24 de maio – Jimmy Cobb, 91, baterista norte-americano. (n. 1929)
- 28 de maio – Lennie Niehaus, 90, compositor, arranjador e saxofonista norte-americano. (n. 1929)
- 29 de maio – Evaldo Gouveia, 91, músico, compositor, cantor e violinista brasileiro. (n. 1928)
- 30 de maio – Mady Mesplé, 89, soprano ligeiro coloratura francesa. (n. 1931)

### Junho
- 1 de junho – Majek Fashek, 57, cantor e compositor nigeriano. (n. 1949)
- 4 de junho – Steve Priest, 72, guitarrista britânico, ex-integrante da banda The Sweet. (n. 1948)
- 8 de junho – Bonnie Pointer, 69, cantora norte-americana, ex-integrante da banda The Pointer Sisters. (n. 1950)

- 12 de junho – Ricky Valance, 84, cantor galês. (n. 1936)
- 15 de junho – Nana Tuffour, 66, cantor e compositor ganês. (n. 1954)
- 18 de junho – Vera Lynn, 103, cantora britânica. (n. 1917)
- 25 de junho – Huey, 32, rapper norte-americano. (n. 1987)
- 27 de junho – Freddy Cole, 88, cantor e compositor norte-americano. (n. 1931)
- 29 de junho
  - Johnny Mandel, 94, compositor norte-americano. (n. 1925)
  - Benny Mardones, 73, cantor e compositor norte-americano. (n. 1946)

### Julho
- 6 de julho
  - Charlie Daniels, 81, cantor e compositor norte-americano. (n. 1936)
  - Ennio Morricone, 91, compositor, arranjador e maestro italiano. (n. 1928)
- 8 de julho – Naya Rivera, 33, cantora norte-americana. (n. 1987)
- 18 de julho – Haruma Miura, 30, cantor japonês. (n. 1990)
- 19 de julho – Emitt Rhodes, 70, cantor, compositor, multi-instrumentista e engenheiro de som norte-americano. (n. 1950)
- 21 de julho – Tim Smith, 59, cantor, compositor e produtor musical britânico. (n. 1961)
- 24 de julho – Regis Philbin, 88, cantor e apresentador de televisão norte-americano. (n. 1931)
- 25 de julho – Peter Green, 73, cantor, compositor e guitarrista britânico, ex-integrante da banda Fleetwood Mac. (n. 1946)

### Agosto
- 2 de agosto – Leon Fleisher, 92, pianista e maestro norte-americano. (n. 1928)
- 6 de agosto – Wayne Fontana, 74, cantor, compositor e músico britânico. (n. 1945)
- 9 de agosto – Martin Birch, 71, produtor musical britânico. (n. 1948)
- 11 de agosto – Trini Lopez, 83, cantor e guitarrista norte-americano. (n. 1937)
- 14 de agosto
  - Julian Bream, 87, guitarrista britânico. (n. 1933)
  - Ewa Demarczyk, 84, cantora polonesa. (n. 1941)
  - Pete Way, 69, baixista britânico, ex-integrante das bandas, UFO e Fastway. (n. 1951)
- 18 de agosto – Jack Sherman, 64, música e guitarrista norte-americano, ex-integrante da banda Red Hot Chilli Peppers. (n. 1956)

### Setembro
- 1 de setembro – Erick Morillo, 49, DJ e produtor musical norte-americano. (n. 1971)
- 4 de setembro – Gary Peacock, 85, contrabaixista norte-americano. (n. 1935)
- 19 de setembro – Lee Kerslake, 73, cantor e baterista britânico, ex-integrante da banda Uriah Heep. (n. 1947)
- 23 de setembro – Juliette Gréco, 93, cantora francesa. (n. 1927)
- 26 de setembro – Jimmy Winston, 75, tecladista britânico, ex-integrante da banda Small Faces. (n. 1945)
- 29 de setembro
  - Mac Davis, 78, compositor e ator norte-americano. (n. 1942)
  - Helen Reddy, 78, cantora australiana. (n. 1941)

### Outubro
- 6 de outubro
  - Johnny Nash, 80, cantor norte-americano. (n. 1940)
  - Eddie Van Halen, 65, compositor e produtor musical norte-americano. (n. 1955)
- 16 de outubro – Gordon Haskell, 74, baixista e cantor britânico. (n. 1946)
- 19 de outubro – Tony Lewis, 62, cantor e compositor britânico. (n. 1957)
- 21 de outubro – Viola Smith, 107, baterista norte-americana. (n. 1912)
- 31 de outubro – MF Doom, 49, rapper e produtor musical britânico. (n. 1971)

### Novembro
- 4 de novembro – Ken Hensley, 75, tecladista, guitarrista e cantor britânico. (n. 1945)
- 5 de novembro
  - Reynaert, 65, cantautor belga. (n. 1955)
  - Ossi Runne, 93, compositor, trompetista e maestro finlandês. (n. 1927)
- 6 de novembro – King Von, 26, rapper e compositor norte-americano. (n. 1994)
- 8 de novembro – Vanusa, 73, cantora e compositora brasileira. (n. 1934)
- 13 de novembro – Krunoslav Slabinac, 76, cantor croata. (n. 1944)
- 25 de novembro – Flor Silvestre, 90, cantora mexicana. (n. 1930)
- 30 de novembro – Anne Sylvestre, 86, cantora e cantautora francesa. (n. 1934)

### Dezembro
- 5 de dezembro – Sara Carreira, 21, cantora portuguesa. (n. 1999)
- 9 de dezembro – Jason Slater, 49, remixer, compositor e compositor musical norte-americano. (n. 1971)
- 12 de dezembro – Charley Pride, 86, cantor e guitarrista norte-americano. (n. 1934)
- 23 de dezembro
  - Rika Zaraï, 82, cantora israelense. (n. 1938)
  - Leslie West, 75, guitarrista, compositor e cantor norte-americano. (n. 1945)
- 28 de dezembro – Armando Manzanero, 86, cantor e compositor mexicano. (n. 1934)
- 29 de dezembro
  - Alexi Laiho, 41, guitarrista, compositor e cantor finlandês. (n. 1979)
  - Claude Bolling, 90, pianista, compositor e arranjador francês. (n. 1930)
- 30 de dezembro – Eugene Wright, 97, músico norte-americano. (n. 1923)

## Formações

### Bandas
| - Aespa - BAE173 - Blackswan - BonBon Girls 303 - B.O.Y - Botopass - BtoB 4U - Cignature - Citi Zēni - Cravity - DKB - Enhypen - H&D - JO1 - Lunarsolar - MCND | - NiziU - P1Harmony - Redsquare - Red Velvet - Irene & Seulgi - Refund Sisters - Sakurazaka46 - Secret Number - SSAK3 - STAYC - TO1 - Treasure - Weeekly - WEI - Woo!ah! - Cosmic Girls |

### Artistas solo
| - Bang Ye-dam - Dixie D'Amelio - Denis Stoff - Hayley Williams - Holly Humberstone - Jamie Miller - Kai - Ken - Kim Nam-joo - Kim Woo-seok - Laufey - Lee Eun-sang - Lee Su-hyun | - Max Changmin - Natty - Ong Seong-wu - Reina Washio - Ryu Su-jeong - Seo Eun-kwang - Dal Shabet - Solar - Suho - Takuya Kimura - Wonho - YooA - Yoon Doo-joon |

| - Attack Attack! - Destroy Rebuild Until God Shows - Faith No More - Genesis - Linkin Park - Rage Against the Machine - RBD - Toto | - 100% - Attack All Around - Anathema - Arashi - B.A.P - Ladies' Code - Teen Top - Sleep - Stone Sour - Winner - ZE:A |

### Bandas dissolvidas
| - Babes in Toyland - Bay City Rollers - Default - E-girls - Fairies - Gang of Four - Gugudan - Hinapia - Madvillain - NeonPunch | - Obey the Brave - She Wants Revenge - Spectrum - SudannaYuzuYully - The Spencer Davis Group - SSAK3 - Tegomass - Van Halen - X1 |

## Lançamentos de álbuns

### Janeiro
| Lançado       | Artista         | Álbum                           | Ref |
| ------------- | --------------- | ------------------------------- | --- |
| 10 de janeiro | Apocalyptica    | Cell-o                          |     |
| 10 de janeiro | Selena Gomez    | Rare                            |     |
| 10 de janeiro | Echosmith       | Lonely Generation               |     |
| 14 de janeiro | Hayley Kiyoko   | I'm Too Sensitive for This Shit |     |
| 17 de janeiro | Eminem          | Music to Be Murdered By         |     |
| 17 de janeiro | Halsey          | Manic                           |     |
| 17 de janeiro | Mac Miller      | Circles                         |     |
| 17 de janeiro | Sons of Apollo  | MMXX                            |     |
| 24 de janeiro | Marko Hietala   | Mustan Sydämen Rovio            |     |
| 24 de janeiro | Ivete Sangalo   | O Mundo Vai                     |     |
| 31 de janeiro | Kesha           | High Road                       |     |
| 31 de janeiro | Lordi           | Killection                      |     |
| 31 de janeiro | Louis Tomlinson | Walls                           |     |
| 31 de janeiro | Meghan Trainor  | Treat Myself                    |     |
| 31 de janeiro | Krewella        | Zer0                            |     |
| 31 de janeiro | Lil Wayne       | Funeral                         |     |

### Fevereiro
| Lançado         | Artista         | Álbum                       | Ref |
| --------------- | --------------- | --------------------------- | --- |
| 3 de fevereiro  | GFriend         | Labyrinth                   |     |
| 7 de fevereiro  | Galantis        | Church                      |     |
| 7 de fevereiro  | Green Day       | Father of All Motherfuckers |     |
| 7 de fevereiro  | Sepultura       | Quadra                      |     |
| 7 de fevereiro  | Vários artistas | Birds of Prey               |     |
| 14 de fevereiro | Justin Bieber   | Changes                     |     |
| 14 de fevereiro | Tame Impala     | The Slow Rush               |     |
| 17 de fevereiro | Iz*One          | Bloom*Iz                    |     |
| 21 de fevereiro | BTS             | Map of the Soul: 7          |     |
| 21 de fevereiro | Grimes          | Miss Anthropocene           |     |
| 21 de fevereiro | Ozzy Osbourne   | Ordinary Man                |     |
| 29 de fevereiro | Bad Bunny       | YHLQMDLG                    |     |

### Março
| Lançado     | Artista             | Álbum                     | Ref   |
| ----------- | ------------------- | ------------------------- | ----- |
| 6 de março  | Jhené Aiko          | Chilombo                  |       |
| 6 de março  | Lauv                | How I'm Feeling           |       |
| 6 de março  | Lil Uzi Vert        | Eternal Atake             |       |
| 6 de março  | Megan Thee Stallion | Suga                      |       |
| 6 de março  | NCT 127             | Neo Zone                  |       |
| 6 de março  | Jorge & Mateus      | T.E.P. EP 1               |       |
| 9 de março  | Itzy                | It'z Me                   |       |
| 13 de março | Letrux              | Letrux aos Prantos        |       |
| 13 de março | Niall Horan         | Heartbreak Weather        |       |
| 13 de março | Djonga              | Histórias da Minha Área   |       |
| 19 de março | J Balvin            | Colores                   |       |
| 20 de março | Conan Gray          | Kid Krow                  |       |
| 20 de março | Morrissey           | I Am Not a Dog on a Chain |       |
| 20 de março | The Weeknd          | After Hours               |       |
| 22 de março | Childish Gambino    | 3.15.20                   | [ 1 ] |
| 24 de março | Pablo Vittar        | 111                       |       |
| 26 de março | Zé Neto & Cristiano | Por Mais Beijos ao Vivo   |       |
| 27 de março | 5 Seconds of Summer | Calm                      |       |
| 27 de março | Cláudia Pascoal     | !                         |       |
| 27 de março | Dua Lipa            | Future Nostalgia          |       |
| 27 de março | Pearl Jam           | Gigaton                   |       |
| 31 de março | Fisher              | Freak                     | [ 2 ] |

### Abril
| Lançado     | Artista       | Álbum                                 | Ref   |
| ----------- | ------------- | ------------------------------------- | ----- |
| 3 de abril  | Steve Aoki    | Neon Future IV                        | [ 3 ] |
| 3 de abril  | Titãs         | Titãs Trio Acústico EP 01             |       |
| 10 de abril | Nightwish     | Human. :II: Nature.                   |       |
| 10 de abril | The Strokes   | The New Abnormal                      |       |
| 17 de abril | DaBaby        | Blame It on Baby                      |       |
| 17 de abril | Fiona Apple   | Fetch the Bolt Cutters                |       |
| 17 de abril | Rina Sawayama | Sawayama                              |       |
| 17 de abril | Incubus       | Trust Fall (Side B)                   |       |
| 23 de abril | Taylor Swift  | Live from Clear Channel Stripped 2008 |       |
| 24 de abril | Ludmilla      | Numanice                              |       |

### Maio
| Lançado    | Artista                 | Álbum                                              | Ref   |
| ---------- | ----------------------- | -------------------------------------------------- | ----- |
| 1 de maio  | Drake                   | Dark Lane Demo Tapes                               |       |
| 5 de maio  | Chris Brown, Young Thug | Slime & B                                          |       |
| 8 de maio  | Hailee Steinfeld        | Half Written Story                                 |       |
| 8 de maio  | Hayley Williams         | Petals for Armor                                   |       |
| 15de maio  | Asking Alexandria       | Like a House on Fire                               |       |
| 15de maio  | Charli XCX              | How I'm Feeling Now                                |       |
| 15de maio  | Noah Cyrus              | The End of Everything                              |       |
| 15de maio  | Future                  | High Off Life                                      |       |
| 15de maio  | Tiësto                  | The London Sessions                                | [ 4 ] |
| 21 de maio | Carly Rae Jepsen        | Dedicated: Side B                                  |       |
| 22 de maio | The 1975                | Notes on a Conditional Form                        |       |
| 22 de maio | Suga                    | D-2                                                |       |
| 28 de maio | Ricky Martin            | Pausa                                              |       |
| 29 de maio | Lady Gaga               | Chromatica                                         |       |
| 29 de maio | Diplo                   | Diplo Presents Thomas Wesley, Chapter 1: Snake Oil |       |
| 29 de maio | Alec Benjamin           | These Two Windows                                  |       |
| 29 de maio | Kygo                    | Golden Hour                                        | [ 5 ] |
| 29 de maio | Mahmundi                | Mundo Novo                                         |       |

### Junho
| Lançado     | Artista                 | Álbum                                  | Ref   |
| ----------- | ----------------------- | -------------------------------------- | ----- |
| 1 de junho  | Twice                   | More & More                            |       |
| 5 de junho  | Hinds                   | The Prettiest Curse                    |       |
| 12 de junho | Chloe x Halle           | Ungodly Hour                           |       |
| 12 de junho | Liam Gallagher          | MTV Unplugged (Live at Hull City Hall) |       |
| 12 de junho | César Menotti & Fabiano | Só as Antigas - Live Show              |       |
| 12 de junho | Kodaline                | One Day at a Time                      | [ 6 ] |
| 17 de junho | Stray Kids              | Go Live                                | [ 7 ] |
| 19 de junho | Bob Dylan               | Rough and Rowdy Ways                   |       |
| 19 de junho | Black Eyed Peas         | Translation                            | [ 8 ] |
| 21 de junho | Ivete Sangalo           | Arraiá da Veveta                       |       |
| 26 de junho | Arca                    | Kick I                                 |       |
| 26 de junho | Haim                    | Women in Music Pt. III                 |       |
| 26 de junho | Jessie Ware             | What's Your Pleasure?                  |       |
| 26 de junho | Nadine Shah             | Kitchen Sink                           |       |

### Julho
| Lançado     | Artista           | Álbum                                 | Ref |
| ----------- | ----------------- | ------------------------------------- | --- |
| 3 de julho  | Titãs             | Titãs Trio Acústico EP 02             |     |
| 3 de julho  | Pop Smoke         | Shoot for the Stars, Aim for the Moon |     |
| 6de julho   | Dalai Lama        | Inner World                           |     |
| 10 de julho | Kelly Key         | Do Jeito Delas                        |     |
| 10 de julho | Juice Wrld        | Legends Never Die                     |     |
| 10 de julho | Mike Shinoda      | Dropped Frames                        |     |
| 13 de julho | GFriend           | Song of the Sirens                    |     |
| 14 de julho | BTS               | Map of the Soul: 7 – The Journey      |     |
| 17 de julho | The Chicks        | Gaslighter                            |     |
| 17 de julho | Ellie Goulding    | Brightest Blue                        |     |
| 17 de julho | Kansas            | The Absence of Presence               |     |
| 17 de julho | Oliver Tree       | Ugly is Beautiful                     |     |
| 17 de julho | David Guetta      | New Rave                              |     |
| 24 de julho | Haken             | Virus                                 |     |
| 24 de julho | Taylor Swift      | Folklore                              |     |
| 24 de julho | the Kid Laroi     | F*ck Love                             |     |
| 28 de julho | Jão               | Turnê Anti-Herói (Ao Vivo)            |     |
| 28 de julho | Lana Del Rey      | Violet Bent Backwards over the Grass  |     |
| 31 de julho | Alanis Morissette | Such Pretty Forks in the Road         |     |
| 31 de julho | Brandy            | B7                                    |     |

### Agosto
| Lançado      | Artista                       | Álbum                 | Ref    |
| ------------ | ----------------------------- | --------------------- | ------ |
| 3 de agosto  | (G)I-dle                      | Dumdi Dumdi           |        |
| 7 de agosto  | Deep Purple                   | Whoosh!               |        |
| 7 de agosto  | Glass Animals                 | Dreamland             | [ 9 ]  |
| 13 de agosto | Gloria Estefan                | Brazil305             | [ 10 ] |
| 14 de agosto | James Dean Bradfield          | Even in Exile         |        |
| 18 de agosto | Diante do Trono               | Imersão 4             |        |
| 21 de agosto | The Killers                   | Imploding the Mirage  |        |
| 21 de agosto | Maluma                        | Papi Juancho          |        |
| 21 de agosto | Troye Sivan                   | In a Dream            |        |
| 28 de agosto | Dua Lipa, The Blessed Madonna | Club Future Nostalgia |        |
| 28 de agosto | Katy Perry                    | Smile                 |        |
| 28 de agosto | Metallica                     | S&M2                  |        |
| 28 de agosto | Toni Braxton                  | Spell My Name         |        |

### Setembro
| Lançado        | Artista                            | Álbum                      | Ref |
| -------------- | ---------------------------------- | -------------------------- | --- |
| 4 de setembro  | Marilia Mendonça, Maiara & Maraisa | Patroas                    |     |
| 4 de setembro  | Declan McKenna                     | Zeros                      |     |
| 7 de setembro  | YooA                               | Bon Voyage                 |     |
| 10 de setembro | Matuê                              | Máquina do Tempo           |     |
| 10 de setembro | Gabily                             | Eternos Clássicos          |     |
| 11 de setembro | Hugo & Guilherme                   | Olha Nóis de Novo          |     |
| 11 de setembro | Marilyn Manson                     | We Are Chaos               |     |
| 11 de setembro | Neal Morse                         | Sola Gratia                |     |
| 11 de setembro | Top                                | YoungBoy Never Broke Again |     |
| 17 de setembro | Lexa                               | LEXA                       |     |
| 18 de setembro | Alicia Keys                        | Alicia                     |     |
| 18 de setembro | Ava Max                            | Heaven & Hell              |     |
| 25 de setembro | Titãs                              | Titãs Trio Acústico EP 03  |     |
| 25 de setembro | Ayreon                             | Transitus                  |     |
| 25 de setembro | Deftones                           | Ohms                       |     |
| 25 de setembro | IDLES                              | Ultra Mono                 |     |
| 25 de setembro | Machine Gun Kelly                  | Tickets to My Downfall     |     |
| 25 de setembro | Melanie Martinez                   | After School               |     |
| 26 de setembro | Chitãozinho & Xororó               | Tempo de Romance           |     |

### Outubro
| Lançado       | Artista                            | Álbum                                      | Ref |
| ------------- | ---------------------------------- | ------------------------------------------ | --- |
| 2 de outubro  | Blackpink                          | The Album                                  |     |
| 2 de outubro  | Mariah Carey                       | The Rarities                               |     |
| 2 de outubro  | Nathy Peluso                       | Calambre                                   |     |
| 2 de outubro  | Queen + Adam Lambert               | Live Around the World                      |     |
| 9 de outubro  | Wanessa Camargo                    | Universo Invertido                         |     |
| 9 de outubro  | Travis                             | 10 Songs                                   |     |
| 20 de outubro | Busta Rhymes                       | Extinction Level Event 2: The Wrath of God |     |
| 23 de outubro | Bruce Springsteen, E Street Band   | Letter to You                              |     |
| 23 de outubro | Gorillaz                           | Song Machine, Season One: Strange Timez    |     |
| 23 de outubro | I Don't Know How But They Found Me | Razzmatazz                                 |     |
| 23 de outubro | Wallows                            | Remote                                     |     |
| 26 de outubro | Twice                              | Eyes Wide Open                             |     |
| 30 de outubro | Ariana Grande                      | Positions                                  |     |
| 30 de outubro | Bring Me the Horizon               | Post Human: Survival Horror                |     |
| 30 de outubro | King Von                           | Welcome To O'Block                         |     |
| 30 de outubro | Meghan Trainor                     | A Very Trainor Christmas                   |     |
| 30 de outubro | Sam Smith                          | Love Goes                                  |     |

### Novembro
| Lançado        | Artista               | Álbum                                 | Ref |
| -------------- | --------------------- | ------------------------------------- | --- |
| 2 de novembro  | Monsta X              | Fatal Love                            |     |
| 6 de novembro  | K/DA                  | All Out                               |     |
| 6 de novembro  | Kylie Minogue         | Disco                                 |     |
| 6 de novembro  | Confetti              |                                       |     |
| 9 de novembro  | GFriend               | Walpurgis Night                       |     |
| 12 de novembro | Lali                  | Libra                                 |     |
| 13 de novembro | AC/DC                 | Power Up                              |     |
| 13 de novembro | Benee                 | Hey U X                               |     |
| 13 de novembro | McFly                 | Young Dumb Thrills                    |     |
| 18 de novembro | Kali Uchis            | Sin Miedo (del Amor y Otros Demonios) |     |
| 20 de novembro | BTS                   | Be                                    |     |
| 20 de novembro | Megan Thee Stallion   | Good News                             |     |
| 27 de novembro | Bad Bunny             | El Último Tour del Mundo              |     |
| 27 de novembro | Miley Cyrus           | Plastic Hearts                        |     |
| 27 de novembro | The Smashing Pumpkins | Cyr                                   |     |
| 27 de novembro | Inna                  | Heartbraker                           |     |

### Dezembro
| Lançado        | Artista        | Álbum                                    | Ref |
| -------------- | -------------- | ---------------------------------------- | --- |
| 3 de dezembro  | Tini           | Tini Tini Tini                           |     |
| 4 de dezembro  | Goldfinger     | Never Look Back                          |     |
| 4 de dezembro  | Mariah Carey   | Mariah Carey's Magical Christmas Special |     |
| 4 de dezembro  | Shawn Mendes   | Wonder                                   |     |
| 4 de dezembro  | Yungblud       | Weird!                                   |     |
| 11 de dezembro | Silva          | Cinco                                    |     |
| 11 de dezembro | Less Than Jake | Silver Linings                           |     |
| 11 de dezembro | Taylor Swift   | Evermore                                 |     |
| 18 de dezembro | Paul McCartney | McCartney III                            |     |
| 25 de dezembro | Playboi Carti  | Whole Lotta Red                          |     |

## Paradas musicais
- Lista de singles número um na Billboard Hot 100 em 2020
- Álbuns número um na Billboard 200 em 2020
- Lista de singles número um na Billboard Global 200 em 2020
- Lista de álbuns número um na Gaon Album Chart em 2020
- Lista de singles número um na Gaon Digital Chart em 2020
- Lista de canções número um na Top 50 Streaming em 2020
- Lista de canções número um na Top 100 Brasil em 2020